# 府中ふみえ
府中 ふみえ（ふちゅう ふみえ、1982年3月23日 - ）は、埼玉県出身の日本のお笑い芸人、タレント、女優である。松竹芸能所属で、はるはる、中田健太郎とのトリオ『プラン計画』で活動。
元お笑いコンビ『フライデーズ』（解散）のボケ担当、その時点では『ふちゅうふみえ』の芸名で活動していた。
キンタロー。が主催する松竹芸能のユニット『SBK48』の一員であり、同ユニット内のデブ選抜ユニット『松木坂46』の一員でもある。松竹芸能タレントスクール東京校の出身である(24期)。

## 来歴
埼玉県川口市(旧鳩ヶ谷市)出身、埼玉県立鳩ヶ谷高等学校卒業(2000年)。
高校在学中よりエキストラ事務所に所属し、地元でアルバイトしながら女優になることを夢見る。
2006年7月22日放送の『恋のから騒ぎ』 (日本テレビ)第572回に13期生の一員として登場、以降『13期生御卒業スペシャル』 (2007年3月24日放送)まで出演を続けた。
2007年11月からはミライ・アクターズ・プロモーション所属、2012年の舞台、ミニマムスパイス 第1回公演『メモリー』(2012年5月25日 - 5月27日：ミライ・アクターズ・プロモーション)での共演をきっかけに相方である『ますのみゆき』(現：増野美由紀)と知り合う。
2014年4月松竹芸能タレントスクール東京校に入学した(24期)。
2015年4月からの松竹芸能仮所属を経て、2016年5月から松竹芸能所属。
2015年6月2日放送『有田チルドレン』(TBS、我こそは“ぶちゃいく”芸人オーディション)で、久しぶりに地上波のテレビに出演した。
同年6月4日放送の『おはスタ』(テレビ東京)の「おはスタポケモン部」コーナーに入部希望者として出演したが入部できず、MAEDA208、モロヘイヤ三上と挑んだ同年12月24日放送では、おはスタポケモン部部長の山本博に「おかえりください」と言われてしまい、またも入部はならなかった。
同年9月20日、恋のから騒ぎで同じ13期生だった竹川奈津子(書道家なちゅ)が主催した『なちゅ祭』(六本木SIX TOKYO)に出演。
2016年1月22日から1月23日にかけて、松竹芸能新宿角座で初の演劇公演となる「グルーミン～ぬいぐるみ男の数奇な人生～」(計3公演、うしろシティの阿諏訪泰義・金子学主演)に出演。
キンタロー。が主宰する『SBK48』には同年7月13日に加入(追加メンバー)、旗揚げ公演の役どころは「角座女学園3年生でアイドル研究部部長」、キンタロー。、光子、はるはる、脇屋敷、増野美由紀、餅田コシヒカリ、だいどぅ、星美穂と共演した。
2017年2月18日には、はまぐちコントサークルに初めて出演した。
同年10月15日、自身のブログによりフライデーズの解散を発表、ピン芸人として歩んでいくことにり、芸名を府中ふみえに改めた。
2018年6月より同期のはるはる、中田健太郎とのトリオ「プラン計画」で活動を開始した。

## 人物
- 『恋のから騒ぎ』出演時は『天野くん』[13]の愛称で親しまれていた。
- タコ焼きが大好きで、1ヶ月毎日食べるとしたら何？という質問にタコ焼きと答えている[22]。
- 元WAHAHA本舗の椿鮒子に似ていると言われる事が多々ある[23]。
- 2016年12月現在お笑いコンビ『フライデーズ』の一員であるが、フライデーズ結成以降もピン芸人としての出演がある[24]。
- 有田チルドレン出演の際のキャッチフレーズは『赤眼鏡のビジュアルクイーン』、村本大輔から『同僚に復讐するためにお笑いの世界に入った』『松竹芸能コーデ』、川島明から『オイルショック時代のお母さん』等のイジりを受ける。また、番組内でキス顔でアピールするシーンがあり、ふちゅうが指名して川島明とキスをした[25][26]。
- 『SBK48』を主宰するキンタロー。からは『ポテンシャルの高いユニークフェイス』とのお墨付きを得ている[27]。
- 『SBK48』のプロフィールページでは『「これが真のブサイク」と皆をうならせた逸材。丸い眼鏡と顎のラインがポイント。』と紹介されている[28]。

## 主な出演

### テレビ

#### バラエティー
- 恋のから騒ぎ (日本テレビ) -13期生、#572 2006年7月22日 - 13期生御卒業スペシャル 2007年3月24日(計32回)[4]
- ビットワールド (NHK Eテレ) -2013年12月13日放送、「ピンキーマカロンQR」コーナー出演(ワルい子 役)[29]
- おはスタ (テレビ東京)
  - 2015年6月4日放送「おはスタポケモン部」コーナー出演、ポケモン鳴き声マスター芸人[11]
  - 2015年12月24日放送「おはスタポケモン部」コーナー出演、不合格トリオがポケモン映画名シーンを再現[12]
  - 2016年4月5日放送「おはスタポケモン部」コーナー出演、ポケモン部傑作選[30]
- ポケモンの家あつまる? (テレビ東京) - 2015年11月8日放送、第6回「おはスタポケモン部がやってきた！」[31]

#### ドラマ
- おいしい殺し方 (BSフジ) 2006年2月12日放送 料理学校の生徒 役[22]
- スクール!! (フジテレビ)
  - 第1話(2011年1月16日放送)PTA役員役[32]
  - 第10話(最終回)(2011年3月20日放送)近所の主婦役[22]
- 鈴子の恋 ミヤコ蝶々女の一代記 (東海テレビ)芸人役
  - 第4話(2012年1月10日放送)[33]
  - 第6話(2012年1月12日放送)[34]
  - 第7話(2012年1月13日放送)[35]
  - 第10話(2012年1月18日放送)[36]
  - 第18話(2012年1月30日放送)[37]
  - 第32話(2012年2月17日放送)[38]
- もう一度君に、プロポーズ (TBS) 2012年4月27日放送(第2回) 北区立中央図書館係員役[39]

### ライブ
- ☆『はなのうた～女子会から生まれたクリスマスパーティー』やまなじゅんPresents「SHOOTING STAR☆」～カウントダウンLIVE2010～ (2010年12月31日 - 2011年1月1日：亀戸YANAGI)[40]

### 舞台
- ミニマムスパイス 第1回公演『メモリー』(2012年5月25日 - 5月27日：ミライ・アクターズ・プロモーション)[5][6]
- 松竹芸能『グルーミン～ぬいぐるみ男の数奇な人生～』(2016年1月22日 - 1月23日：松竹芸能新宿角座)[16][17][18]
- 藤原たまえプロデュースvol.2『GIRLS TALK TO THE END』(2020年2月4日 - 2月9日：千本桜ホール)[41]

### インターネット番組
- ORBIS×よしもとスペシャルWEBムービー『星がわらっている』第4話「キツネとカラス」 -2011年4月27日公開[42][43]
- 世田谷Webテレビ
  - 第252回『山名純の幸せのカケラ』(2011年7月21日放送）ゲスト(カケラガールの一員として)[44]
  - 第286回『山名純の幸せのカケラ』(2012年3月15日放送）ゲスト(カケラガールの一員として)[45]
  - 第308回『山名純の幸せのカケラ』(2012年8月16日放送）ゲスト[45]
  - 第347回『山名純の幸せのカケラ』(2013年5月16日放送）ゲスト[46]

### 松竹芸能主催
※ピンで出演したもののみ取り上げる
- 『禿夢2代目エアギタリスト公開オーディション』(2015年6月6日)[47]
- はまぐちコントサークル(2017年2月18日)[21]